# حزب شعب زنجبار وبمبا
حزب شعب زنجبار وبمبا (بالإنجليزية: (‏Zanzibar and Pemba People's Party (ZPPP)‏ هو حزب سياسي زنجباري قومي ذو هيمنة أفارقة ورأسه محمد شامتي. وقد تحالفت مع حزب زنجبار الوطني (ZNP) الذي يهيمن عليه العرب لحكم الجزيرة في الفترة من 1961 إلى 1964. وهو أصغر الأحزاب الثلاث الموجودة بالجزيرة (الحزب الثالث كان حزب أفروشيرازي). وبتحالفه مع الحزب الوطني سنة 1961 دفع بالحزب الأفروشيرازي ليكون في المعارضة. وكانت سياسة الحزب محافظة للغاية وكما أنها لا تحمل أي ضغينة كبيرة ضد النخبة العربية، وسبب ذلك أن قاعدتهم كانت في بمبا وقد استلم رئيسها محمد شامت رئاسة الحكومة من الفترة 5 يونيو 1961 إلى 24 يونيو 1963 ومن الفترة من 24 يونيو إلى 12 يناير 1964. عند قيام ثورة زنجبار.